# 서상민
서상민(徐相民, 1986년 7월 25일 ~ )은 대한민국의 전 축구 선수이며, 포지션은 미드필더였다.

## 선수 경력
신암초등학교 5학년 때 성내초 이현호 코치의 권유로 본격적인 축구 인생을 시작했다. 2005년 연세대학교에 입학했으며, 1학년이 끝날 때 즈음 신재흠 감독을 만나 두각을 드러내기 시작했다. 이후 대학 졸업을 포기하고, 2007년 말 드래프트 1순위로 경남 FC에 입단하여 프로 생활을 시작한다. 2008년 서상민은 데뷔 첫 해임에도 불구하고, 팀의 주전으로 활약했으며, K-리그 개막전에 넣은 두 골을 포함하여, 총 5골을 기록했다. 이러한 활약으로, 같은 해 12월 4일 자랑스러운 연세체육인상, 12월 12일 윈저 루키상을 수상한다.
2012년 전북 현대 모터스로 이적하였다.
2017년 수원 FC로 이적하였다.
2018년 1월 8일 자유계약대상자로 풀려났다.
2018년 여름 이적시장을 통해 홍콩의 호이킹 SA에 입단했다.
2018-2019시즌 겨울 이적시장을 통해 홍콩 프리미어리그의 강호 킷치 SC에 입단했다.